# Michał Szpakowski
Michał Szpakowski (* 23. April 1989 in Toruń, Polen) ist ein polnischer Ruderer.

## Karriere
Szpakowski begann mit dem Rudersport im Jahr 2004. Bereits zwei Jahre später startete er bei den Weltmeisterschaften der Junioren in Amsterdam und belegte einen sechsten Platz im Vierer mit Steuermann. In der folgenden Saison 2007, in der er immer noch der Juniorenklasse U19 angehörte, ruderte er bei den Jahrgangsweltmeisterschaften auf den 8. Platz im Vierer ohne Steuermann. Es folgte ein Übergangsjahr im U23-Bereich, in dem er eine Bronzemedaille mit dem polnischen Nachwuchsachter bei den U23-Weltmeisterschaften gewann.
Ab 2009 konnte sich Szpakowski im polnischen Achter der offenen Altersklasse etablieren und in der Folge einige EM-Medaillen und -Titel gewinnen. Bei den Europameisterschaften 2009 in Weißrussland wurde die Mannschaft erstmals Europameister, 2010 folgte eine EM-Silbermedaille. Die europäischen Titelkämpfe 2011 und 2012 gewann der polnische Achter mit Szpakowski an Bord ebenfalls. Bei den Weltmeisterschaften war man nicht derart erfolgreich und belegte Platz 4 bei den Titelkämpfen 2009 in Posen, Platz 8 im Jahr 2010 und einen weiteren fünften Platz in der vorolympischen Saison 2011. Szpakowski konnte als Stammkraft im Achter im Jahr 2012 zum ersten Mal an den Olympischen Sommerspielen teilnehmen. In London verpasste die Mannschaft mit Marcin Brzeziński, Piotr Juszczak, Mikołaj Burda, Piotr Hojka, Zbigniew Schodowski, Michał Szpakowski, Krystian Aranowski, Rafał Hejmej und Steuermann Daniel Trojanowski allerdings das Finale und belegte Platz 7.
Auch nach den Spielen in Großbritannien setzte Szpakowski seine Karriere im polnischen Achter fort. Bei den Europameisterschaften 2013 erreichte er Silber. Bei den Weltmeisterschaften 2014 gewann Szpakowski außerdem mit dem 3. Platz seine erste WM-Medaille. Mit drei vierten Plätzen bei den Weltmeisterschaften 2013 und Europameisterschaften 2014 und 2015 verpasste der polnische Achter weitere Medaillenplatzierungen knapp. Enttäuschend verliefen die Ruder-Weltmeisterschaften 2015 auf dem französischen Lac d’Aiguebelette, wo die Mannschaft aus Polen mit Szpakowski nur den 8. Platz erreichte und die direkte Qualifikation für die Olympischen Sommerspiele in Rio de Janeiro verpasste. Nachdem die Qualifikation im Mai 2016 in Luzern nachgeholt werden konnte, erreichte der polnische Achter den fünften Platz bei den Olympischen Spielen 2016.
Im Mai 2017 gewann der polnische Achter mit Szapowski hinter den Deutschen die Silbermedaille bei den Europameisterschaften 2017. 2018 erreichte Szpakowski weder im Achter bei den Europameisterschaften noch im Vierer ohne Steuermann bei den Weltmeisterschaften das Finale. 2019 siegte der polnische Vierer ohne Steuermann mit Mikołaj Burda, Mateusz Wilangowski, Marcin Brzeziński und Michał Szpakowski beim Weltcup-Auftakt in Plowdiw. Bei den Europameisterschaften 2019 gewann die Crew Silber hinter dem britischen Boot. Drei Monate später siegten die Polen bei den Weltmeisterschaften 2019 vor den Rumänen und den Briten. Im Jahr darauf belegte der polnische Vierer bei den Europameisterschaften in Posen den dritten Platz hinter den Niederländern und den Italienern. Bei den Olympischen Spielen in Tokio belegte der polnische Vierer den siebten Platz.
Szpakowski startet für den Verein Zawisza Bydgoszcz. Bei einer Körperhöhe von 1,96 m beträgt sein Wettkampfgewicht rund 99 kg.